# Ministre de la Ville (Écosse)
La liste des ministres écossais de la Ville présente les ministres successifs des gouvernements écossais chargés de ce secteur.

## Liste des ministres
| Nom                                                              | Nom                                               | Gouvernement                                      | Début du mandat                                   | Fin du mandat                                     |
| Ministre de la Santé, du Bien-être et de la Ville                | Ministre de la Santé, du Bien-être et de la Ville | Ministre de la Santé, du Bien-être et de la Ville | Ministre de la Santé, du Bien-être et de la Ville | Ministre de la Santé, du Bien-être et de la Ville |
| ---------------------------------------------------------------- | ------------------------------------------------- | ------------------------------------------------- | ------------------------------------------------- | ------------------------------------------------- |
|                                                                  | Nicola Sturgeon                                   | Salmond II                                        | 19 mai 2011                                       | 5 septembre 2012                                  |
| Ministre des Infrastructures, des Investissements et de la Ville |                                                   |                                                   |                                                   |                                                   |
|                                                                  | Nicola Sturgeon                                   | Salmond II                                        | 5 septembre 2012                                  | 19 novembre 2014                                  |
|                                                                  | Keith Brown                                       | Sturgeon I                                        | 19 novembre 2014                                  | 18 mai 2016                                       |